# Galengkou (sockenhuvudort i Kina, Qinghai Sheng, lat 35,70, long 102,23)
Galengkou är en sockenhuvudort i Kina. Den ligger i provinsen Qinghai, i den nordvästra delen av landet, omkring 110 kilometer söder om provinshuvudstaden Xining. Antalet invånare är 1 912. Befolkningen består av 913 kvinnor och 999 män. Barn under 15 år utgör 26,0 %, vuxna 15-64 år 67 %, och äldre över 65 år 6,0 %.
Runt Galengkou är det ganska glesbefolkat, med 25 invånare per kvadratkilometer. Närmaste större samhälle är Bao'an, 16,8 km sydväst om Galengkou. Trakten runt Galengkou består i huvudsak av gräsmarker.
Genomsnittlig årsnederbörd är 574 millimeter. Den regnigaste månaden är juli, med i genomsnitt 144 mm nederbörd, och den torraste är december, med 2 mm nederbörd.